# Little Shop of Horrors
Little Shop of Horrors is een filmadaptatie, geregisseerd door Frank Oz, uit 1986 van de off-Broadway musical met dezelfde naam, met muziek van Alan Menken op scenario en met teksten van Howard Ashman. Zowel de film als de musical zijn gebaseerd op de film The Little Shop of Horrors uit 1960 van Roger Corman.
De komische horror-filmmusical blijft in het algemeen trouw aan zowel het origineel als aan de podiumversie van het verhaal, dat gebaseerd is op de klassieke Faust-legende. Het budget voor de film was duizendmaal groter dan dat voor het origineel.
Oz' versie van Little Shop of Horrors werd genomineerd voor onder meer Academy Awards voor beste muziek en beste speciale effecten, Golden Globes voor beste film en beste filmmuziek, een BAFTA Award voor beste speciale effecten en de Hugo Award voor beste dramaproductie. De film won daadwerkelijk een Saturn Award voor beste muziek.

## Verhaal
De jonge bloemist Seymour Krelborn is een medewerker bij Mushniks Skid Row Florist Shop. Hij staat op het punt ontslagen te worden door Mr. Mushnik wanneer zijn collega Audrey er bij hem op aandringt een nieuwe mysterieuze plant op de markt te brengen waar hij mee aan het experimenteren is. Krelborn is heimelijk verliefd op Audrey en vernoemt de plant naar haar. Mushnik geeft Seymour een week om te bezien of de plant Audrey II zijn slechtlopende zaken kunnen verbeteren. De plant blijkt regelmatig in zang uit te barsten, maar er alleen wel een dieet van mensenbloed op na te houden en groeit hierop als kool.

## Rolverdeling
| Acteur            | Personage              |
| ----------------- | ---------------------- |
| Rick Moranis      | Seymour Krelborn       |
| Ellen Greene      | Audrey                 |
| Steve Martin      | Orin Scrivello, D.D.S. |
| Levi Stubbs       | Audrey II (voice)      |
| Vincent Gardenia  | Mr. Mushnik            |
| Tichina Arnold    | Crystal                |
| Tisha Campbell    | Chiffon                |
| Michelle Weeks    | Ronnette               |
| Bill Murray       | Arthur Denton          |
| John Candy        | Wink Wilkinson         |
| Jim Belushi       | Patrick Martin         |
| Christopher Guest | Flower Shop Patron     |